# Saad Bouh

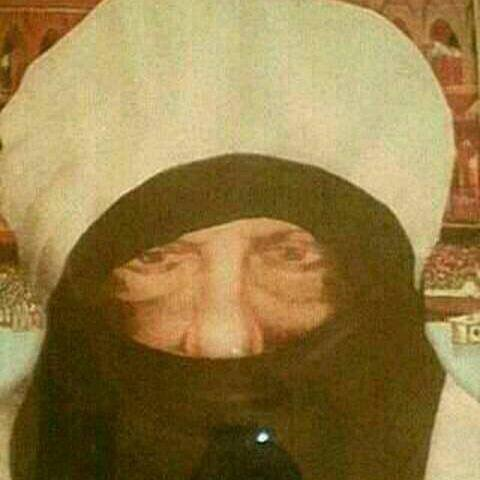
Cheikh Saad Bouh.

El jeque Cheikh Saad Bouh (Saad Bouh literalmente "la felicidad de su padre") (también transcrito Saadbûh, Sa'dbûh, Sa'd Bu o Sadibou), nacido en 1848 en Hodh el charqui en Mauritania y muerto el 12 de julio de 1917 en Nimjat (Trarza, Mauritania), es un santo, un sufí y una gran figura del Islam en África occidental. Es hijo del jeque Mohammed Fâdil, fundador de la Fadiliyya, y de Mariama, hija de Ahmed Abdi (Myriam ment Ahmed Louly).

## Orígenes familiares
El jeque Saad Bouh, trigésimo primer hijo del jeque Mouhamed Fadel (1797-1869), forma parte de la línea de Ahel Taleb Mokhtar y es descendiente del profeta Mahoma (como "jerife") a través de los dos Idris. Según el jeque Saad Bouh, citado por Paul Marty, los Ahlel Taleb Mokhtar son Beni Hashem. A. El Chatelier añade que el jeque Mouhamed Fadel era de origen jerife, de Oualata, y que esta dignidad era muy importante en la región del Sáhara. La genealogía del jeque Saad Bouh fue elaborada por L. Bouvat en la revista del mundo musulmán publicada por la Misión Científica de Marruecos, con fecha de febrero de 1912.
El jeque Mohammed Fadel creó una rama dentro de la hermandad de Qadiriyya en el siglo XIX: la Fadiliyya, que innovó en particular mediante un cierto eclecticismo, invocaciones ruidosas y prácticas religiosas extáticas. 
El jeque Saad Bouh y su hermano el jeque Ma al-'Aynayn (1831-1910) participaron así en la difusión del Islam a través de los Fadiliyya. Mientras que su hermano se había establecido en la zona septentrional en la frontera con Marruecos (Sâgiya al-Hamrâ), el jeque Saad Bouh había centrado su acción en el oeste de Mauritania (la Trarza) y en los países del África occidental. 

## Difusión del Islam
A la edad de dieciocho años Saad Bouh comenzó a establecerse en la zona de Trarza (Mauritania occidental) por instrucciones de su padre. Antes de eso, recibió de él una formación religiosa, legal y esotérica. Además de la naturaleza árida y desértica de la región, existía una inseguridad general que se extendía hasta la orilla occidental del río Senegal debido a las incursiones de las tribus en guerra, la trata de esclavos y el contrabando de armas de fuego.
Su establecimiento en la región Trarza encontró la oposición de los poderes tribales indígenas. La mudanza fue parte de la conquista de nuevas áreas y de la ampliación de la base social y cultural de su tariqa (Qadiriyya). Su influencia y reputación crecieron con la adhesión de las poblaciones indígenas. El emir Sidi Ould Muhamad Lahbib dejó que el jeque Saad Bouh se estableciera después de un enfrentamiento con los eruditos de la localidad. Su poder espiritual se consolidó así. El acceso a la tierra y la construcción de una qasbah en Touizikt le proporcionaron un centro de enseñanza e impulso para su movimiento.
Fue después de conquistar la Trarza, que se dispuso a viajar a Senegal para ganar nuevos seguidores a la Qadiriyya y difundir las enseñanzas del Islam. El primer viaje a Saint-Louis tuvo lugar en 1872. El jeque Saad Bouh aprovechó esta estancia para consolidar su red de discípulos en la capital de la colonia francesa y en el interior del territorio. Su fama crecía y estableció relaciones con los monarcas locales, líderes religiosos y dignatarios. El contexto local se caracterizó por la continua conquista francesa de territorios fragmentados en pequeños reinos y su administración por comandantes de círculo -oficiales franceses- y jefes de cantones generalmente elegidos de familias gobernantes sumisas.
En 1881, hizo un segundo viaje y fue recibido por el gobernador de Lanneau, quien hizo un acercamiento con el guía religioso cuyo prestigio y fama fueron reconocidos unánimemente. En 1888, A. Le Chatelier enumeró las numerosas tribus afiliadas a los Fadilyya y los jeques consagrados en Mauritania y Senegal. El jeque Saad Bouh fue reconocido como el único representante en Senegal de esta rama de la Qadiriyya12. 12 En 1903, 1905, 1906 y 1913 tuvieron lugar otros viajes y excursiones al Senegal.

## Efectos de su acción
Instó a los fieles a buscar la paz y la fe sincera participando activamente en la adoración de lo divino y luchando contra el fetichismo y el paganismo. Había logrado construir una vasta red de influencia a través de la consagración de jeques y dignatarios afiliados a la Qadiriyya. Los jeques son discípulos conocidos por su lealtad al Maestro, su erudición y su experiencia. Con esta consagración, los jeques alcanzaron una mayor dignidad dentro de la hermandad y se les permitió distribuir el wird (fórmulas litúrgicas especiales) y representar al jeque Saad Bouh en sus áreas de influencia. Así pues, participaron en la difusión del Islam en las zonas más remotas de Senegambia y la subregión de África occidental mediante la creación de escuelas y asociaciones de fieles (Dahira).

### Islamización de África Occidental
El antropólogo Guy Thilmans informa: «El campamento del jeque Saadbouh era un importante centro donde los estudiantes, en su mayoría de tribus morabitass o wólof de Saint-Louis y Cayor, estudiaban en tiendas de campaña. En los países negros, la influencia del jeque era considerable y se extendía a Futa Toro, Cayor, Baol, Jólof e incluso a Gambia y Casamance. En Saint-Louis, gozaba de consideración general. Estaba en contacto regular con Malick Sy, así como con Ahmadou Bamba».
Aprovechó sus peregrinaciones y el hecho de que el colonizador garantizaba, más o menos, la libertad de culto, en contraste con los poderes tribales y los guerreros ceddo reahcios a la islamización, para extender la religión musulmana. instruyó a muchos jeques y dignatarios, quienes, a su vez, llevaron a cabo una considerable labor. Según el autor Talibouya Niang, el jeque Saad bouh consagró seiscientos sesenta y cuatro (664) jeques en la subregión de África occidental.

## Relación tranquila con el colonizador francés
Su islamización ha tenido repercusiones políticas. Su oposición a la Yihad contra las fuerzas francesas21 y la estima que le tenía el pueblo senegalés le convirtieron en mediador e interlocutor del colonizador. Jugó el papel de regulador social y pacificador. Así, hizo buenos oficios con el Damel de Cayor (título de rey), Lat Dior, en contradicción con el colonizador en lo que respecta a la construcción del ferrocarril. En 1906, escribió la Nasîha (Carta del Consejo) dirigida a su hermano Ma al-'Aynayn para presentar argumentos contra la yihad, refiriéndose al Corán, a Mahoma, a la historia (Imperio otomano, colonias inglesas, Egipto, Java, entre otros) y al sentido común. Había indicado en la Nasîha la siguiente máxima: «El que toma las armas se distancia de la virtud».
Mantuvo estrechas relaciones con los guías religiosos y monárquicos senegaleses, entre ellos Alboury Ndiaye, Bourba (título de rey) de Jólof.
Las relaciones entre el jeque Saad Bouh y el colonizador francés se caracterizaron por un cierto acomodamiento. En 1880, salvó la vida del explorador Paul Soleillet y sus compañeros hechos prisioneros por el Ouad Delim. En 1891-1894, hizo lo mismo con Fabert y sus compañeros, así como con Blanchet y sus hombres asediados en la región de Adrar por el emir Mokhtar Ould Aîda. Al igual que otros líderes religiosos a finales del siglo XIX, aprovechó el progreso de la conquista colonial y la estabilidad que ofrecía para extender la religión musulmana. El resurgimiento del Islam por parte de las cofradías musulmanas de Senegal constituyó así la última fase de la labor de popularización de la religión musulmana en África occidental. Este esfuerzo sostenido de propaganda ya había sido señalado en 1916 por Paul Marty, quien señaló a la atención de los Fadiliyya «esta importante familia y cofradía, algunos de cuyos miembros han desempeñado y siguen desempeñando un papel político de primer orden en Marruecos, que aún no está completo, y otros de los cuales están trabajando metódica y fructuosamente, bajo la égida de la paz francesa, para islamizar los países negros». La labor de islamización del jeque Saad Bouh ha tenido un impacto considerable en los países de África occidental.

## Legado

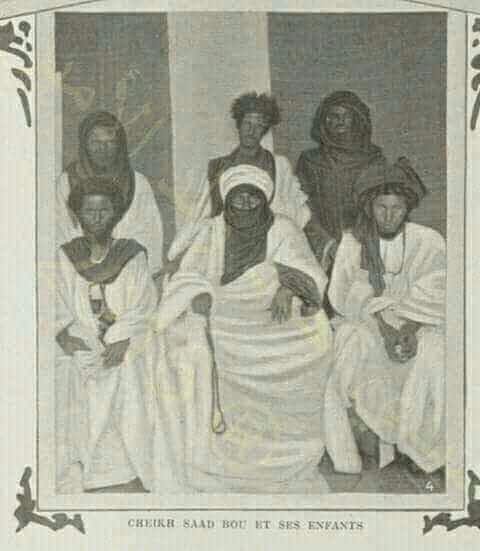
Saad Bouh y sus hijos en 1903.

En 1909,  Saad Bouh se estableció en Nimjat, al norte de Rosso, cerca de la capital de Mederdra (Mauritania). Allí fundó un importante centro de estudios compuesto por varias escuelas, en las que se formaron muchos senegaleses, malienses y guineanos, entre otros. El Corán, la teología en El-Khazin, el Jelaleîn, el comentario de suras, la ley, en la Risalat al-Huquq, Tohfa, Ibn Achir, Al-Akhdari, el compendio de Khalil, la literatura de los poetas preislámicos, la gramática en el Alfia de Ibn Malick y Soyouti se enseñaban allí.
Su obra se ha perpetuado por sus descendientes, los jeques y los muchos discípulos de Qadiriyya. Su producción literaria, legal y gnóstica todavía inspira a las comunidades. Si en Mauritania, la influencia del jeque Saad Bouh se observó especialmente en el Hodh y Trarza, en el Senegal, goza de consideración general en todas las partes del territorio. Tenía representantes en Gambia, Casamance y Guinea francesa y portuguesa. Estuvo en contacto constante con su hermano mayor, el jeque Ma al-'Aynayn, con el que fue en peregrinación a La Meca y luego se estableció en Sudán, donde fundó una gran escuela. El hermano murió en La Meca en su segundo viaje.
Saad Bouh murió el 12 de julio de 1917 (22º día del Ramadán) en Nimjatt (Mauritania), donde fue enterrado. Cada año, a finales del mes de Ramadán, se organiza allí una peregrinación que reúne a miles de personas de la subregión de África occidental.
El jeque Saad Bouh tuvo nueve hijos, a saber, el jeque Sidi Ousmane (Sidy Bouya) llamado Sheikhal Khalifa, el jeque Mouhamed Takiyoulah llamado Atkana, el jeque Hadramy, el jeque Sidaty, el jeque Al Waly, el jeque Mouhamed Hacen llamado Mahfoud, el jeque Mouhamed Malainine, El jeque Talibouya, el jeque Mouhamed Vadel dit Bounana y dieciséis niñas, entre ellas Nafissatou, Lalla, Souwai idou, Najatt, Tawilit Laamar, Eza, Hija, Saadaani, Khadijatna, Salam bouha, Esshiya, Zahwa Ayne, Bintou Kheir, Oumou Vadli, Marieme y Adou.

## Obra
Saad Bouh escribió muchos libros sobre jurisprudencia, las obligaciones de los musulmanes, las ciencias religiosas y el esoterismo islámico29. Entre sus obras, un libro de seiscientos sesenta y seis versos para Nourou Sirat fil ilmil Tassâwoufou (Luz en el camino al sufismo), un panegírico sobre el profeta Mahoma titulado Wassîlatoul Maqâcidi (El maestro amado) y Nuzatoul oubâd (El placer de los adoradores). En 1906, escribió la Nasiha (Carta del consejo) dirigida a Ma al-'Aynayn instándole a renunciar a la guerra.
Ha producido noventa y cinco obras, según el censo realizado por el profesor Abdel Wedoud Ould Cheikh, que tratan principalmente de la jurisprudencia y el sufismo, pero también de los elogios al profeta Mahoma, la terapia corporal, la nutrición y la biodiversidad.